# Белокрылая траурная мухоловка
Белокрылая траурная мухоловка (Peneothello sigillata) — вид птиц из семейства австралийские зарянки. Обитают на острове Новая Гвинея. Выделяют 3 подвида.

## Описание
Длина 14-15 см. Взрослые особи имеют чёрное оперение с в основном белыми крыльями. Самец и самка идентичны.
Птицы насекомоядны, но также иногда едят семена. Живут на высотат 2400-3900 м над у. м. Ниже их сменяют представители вида Peneothello cyanus.